# 773
| [ Edytuj tabelę ]          |                                 |
| Król Asturii               | - 768 Aurelio 774               |
| Cesarz Bizancjum           | - 741 Konstantyn V Kopronim 775 |
| Chan Bułgarii              | - 768 Telerig 777               |
| Cesarz Chin                | - 762 Tang Daizong 779          |
| Król Essexu                | - 758 Sigeric 798               |
| Król Franków               | - 768 Karol Wielki 814          |
| Cesarz Japonii             | - 770 Kōnin 781                 |
| Kalif                      | - 754 Al-Mansur 775             |
| Patriarcha Konstantynopola | - 766 Nicetas I 780             |
| Król Longobardów           | - 757 Dezyderiusz 774           |
| Król Mercji                | - 757 Offa 796                  |
| Król Nortumbrii            | - 765 Alhred 774                |
| Papież                     | - 772 Hadrian I 795             |
| Doża Wenecji               | - 764 Maurizio Galbaio 787      |
| Król Wessexu               | - 757 Cynewulf 786              |

Rok 773 / DCCLXXIII
stulecia: VII wiek ~
VIII wiek ~
IX wiek

lata: 763 «
768 «
769 «
770 «
771 «
772 «
773
» 774
» 775
» 776
» 777
» 778
» 783

## Wydarzenia
- Europa
  - najazd Dezyderiusza, króla Longobardów zagroził Państwu Kościelnemu
  - papież Hadrian I wezwał na pomoc króla Franków Karola Wielkiego, który wyprawił się przeciwko Longobardom

## Urodzili się
- kwiecień – Pepin Longobardzki, król Longobardów